# Pueblo andoni
El pueblo andoni (también conocido como obolo), forma parte del grupo de etnias que habitan el delta del río Níger. Están emparentados con los ibibio. Hablan el idioma obolo. Su población se estima en 318.000 personas, distribuidas en los estados de Akwa Ibom y de Rivers , concretamente en las gobernaciones locales de Óbolos Oriental y de Andoni, al sur de Nigeria.

## Idioma
El pueblo andoni tiene idioma propio al que llaman obolo, también conocido como andone, andoni, andonni, ataba, ibot obolo, ngo, okoroete o unyeada. Pertenece al filo Níger-Congo, dentro de las ramas Benue-Congo. Posee escritura con alfabeto latino.

## Historia
Según su tradición oral emigraron desde territorios del este de África hasta Camerún y desde allí a la franja oriental del río Níger.
Sus relatos tradicionales, junto con los del pueblo bonny, permitieron a los historiadores especular con la existencia en el delta del río Níger de una explotación de salinas por ebullición. Las mismas habrían formado parte de una extensa ruta comercial con el norte y la costa occidental de África entre los años 1300 y 1600 d. C.
En su territorio se han hallado importantes objetos realizados en bronce.
Las comunidades de la región del delta del Níger estaban, en gran medida, organizadas en sistemas políticos descentralizados de extrema complejidad. Las organizaciones de grupos de edad, como las sociedades secretas, permitieron un control social y político efectivo.
Entre 1993 y 1995 se enfrentaron con el pueblo ogoni que los acusó de no sumarse a la lucha contra las compañías petroleras que operaban en territorios de ambos.

## Economía
Son agricultores, explotan el aceite de palma y practican la pesca.

## Religión
Mayoritariamente cristianos (96%), aún mantienen vivas las tradiciones religiosas étnicas (4%). Dentro de las corrientes cristianas, un 55% son católicos, 25% anglicanos, 10% protestantes y otro 10% de confesiones cristianas independientes.